# Cuba (Illinois)
Cuba è un comune degli Stati Uniti d'America, situato in Illinois, nella Contea di Fulton.